# Chiesa di Santa Maria Assunta (Taceno)
La chiesa di Santa Maria Assunta è la parrocchiale di Taceno, in provincia di Lecco ed arcidiocesi di Milano; fa parte del decanato di Primaluna.

## Storia
Si hanno notizie di questa chiesa già nel XIII secolo, cappellania curata nel 1368 eretta a parrocchia nel 1406. Nel 1566 Carlo Borromeo fu in visita pastorale presso questa chiesa e la descrisse come un edificio a una sola navata con soffitto ligneo e presbiterio decorato con affreschi e dotata di tre altari, dei quali il maggiore non ancora consacrato in quanto sito nel presbiterio, appena ricostruito: fu quindi benedetto dallo stesso Borromeo nel 1582.
La chiesa fu riedificata una prima volta nel 1565-75. Nel 1722 l'arcivescovo Benedetto Erba Odescalchi la trovò in cattive condizioni durante la sua visita pastorale e fu quindi nuovamente ricostruita, come ricorda un'iscrizione del 1743 sul portale. Il nuovo edificio fu consacrato all'Assunzione di Maria nel 1746 dall'arcivescovo Giuseppe Pozzobonelli.
Il campanile fu ultimato nel 1634, ma rialzato nel 1703 con cella bifora e cuspide.

## Architettura e decorazione pittorica
Oggi l'edificio, realizzato su progetto di Antonio Cometti si Sondrio, è caratterizzato da una pianta centrale con cupola e due volumi laterali decorati da Giovan Maria Tagliaferri nel 1859 con affreschi raffiguranti il Trionfo della Vergine sulla cupola, i Santi Profeti sui pennacchi e gli Apostoli nell'intradosso degli archi delle cappelle laterali. Sono sempre della fine del XIX secolo le due tele laterali del presbiterio con gli Apostoli presso il sepolcro vuoto dell'Assunta e l'Incoronazione della Vergine, ma anche gli affreschi della volta raffiguranti la Trinità e gli Evangelisti nei pennacchi.
L'affresco sulla parete di fondo raffigurante Gerusalemme è opera di Pierino Motta del 1964. Le tele dei due altari laterali, di Sant'Anna a destra e di San Gioacchino a sinistra, risalgono al XIX secolo e sono inquadrate da colonne che reggono frontoni a timpano. L'altare maggiore settecentesco e dedicato all'Assunta è in marmi policromi e presenta una statua lignea dipinta raffigurante la Madonna già esistente nel 1630.
A destra dell'ingresso, in una nicchia, è presente un affresco settecentesco raffigurante la Pietà. Importanti arredi di legno sono conservati presso la chiesa: due grossi armadi del XVIII secolo nella sacrestia, due confessionali del 1725 realizzati in legno di noce ornati da una statuetta di Sant'Ambrogio (quello a destra) e dell'Assunta (quello a sinistra), l'organo Bairoldi del 1824 e il pulpito ottocentesco.
Tra le suppellettili liturgiche si ricordano una croce quattrocentesca, un ostensorio a raggiera e lo stendardo dell'Assunta, olio su tela, della seconda metà del XVII secolo.
Vicino alla parrocchiale nel 1855 fu eretta la chiesa della Confraternita del Santissimo Sacramento.